# Maurilio
San Maurilio (†1067), arzobispo de Ruan entre 1055 y 1067. 
Antes de ser arzobispo en Ruan fue preboste de Haberstadt (Baja Sajonia) y abad en un monasterio de Florencia. En 1055 (fecha de su elevación al arzobispado) reunió un concilio y otro más tarde en Caen. 
Su fiesta se celebra el 9 de agosto. 